# Бои за остров Змеиный
Бои за остров Змеи́ный — боевые действия, происходящие между Вооружёнными силами Российской Федерации (ВС РФ) и Вооружёнными силами Украины (ВСУ) на острове Змеином в ходе вторжения России на Украину.
24 февраля 2022 года на предложение ВС РФ сложить оружие украинский гарнизон ответил грубым отказом в матерной форме, после чего остров был обстрелян и занят российскими войсками, а украинские военнослужащие сдались в плен. Министерство обороны РФ заявило о пленении 82 солдат украинского гарнизона. Украинские официальные лица и некоторые СМИ сначала сообщили, что все украинские пограничники героически погибли. Владимир Зеленский заявил, что присвоит погибшим защитникам острова звание Героя Украины. Однако 28 февраля украинская сторона признала, что военнослужащие, объявленные погибшими, находятся в российском плену.
30 июня, после нескольких массированных обстрелов со стороны украинских войск, российские силы отступили с острова.

## Роль в военных действиях
Министерство обороны Британии считает, что в случае закрепления России на острове и размещения там средств ПВО, береговой обороны и крылатых ракет российские войска могли бы доминировать в северо-западной части Чёрного моря. Кроме того, в контексте потенциальной высадки морского десанта на украинское побережье остров может служить как плацдарм, место размещения средств огневой поддержки и как радиолокационная база. Географическое расположение острова позволяет контролировать средствами слежения воздушное и морское пространство не только вокруг Одесской области, но и на территории Молдовы, Приднестровья и Румынии. Однако отсутствие на острове укрытий и проблема с обороной от шквального огня приводят к тому, что остров проще захватить, чем удерживать.

## Ход боёв

### Первая атака
24 февраля 2022 года, в первый день вторжения России на Украину, около 18:00 по местному времени украинские пограничники объявили Би-би-си, что остров Змеиный подвергся нападению со стороны российских войск. Гарнизону было предложено сложить оружие, им была гарантирована жизнь и возвращение к семьям. По утверждению Государственной пограничной службы Украины, получив отказ, крейсер «Москва» и патрульный корабль «Василий Быков» использовали свои орудия, в завершение операции был нанесён удар бомбардировщиком Су-24.
В 22:00 Государственная пограничная служба Украины объявила, что российские войска взяли остров под контроль после морской и воздушной бомбардировки, которая уничтожила всю инфраструктуру. По заявлению украинских властей, 13 пограничников были убиты во время атаки после отказа сдаться. В ночь на 25 февраля президент Украины Владимир Зеленский объявил, что все пограничники на острове Змеиный погибли и им будет посмертно присвоено звание Героев Украины.
26 февраля заместитель командующего Черноморским флотом по материально-техническому обеспечению Михаил Ясников заявил, что в Севастополь была доставлена группа из 82 украинских военнослужащих с острова Змеиный, которые сложили оружие и приняли решение возвратиться к своим семьям; после прохождения юридических процедур и согласования с украинской стороной они будут направлены домой в Украину на автобусах.
27 марта в интервью российским журналистам портала «Meduza», изданий «КоммерсантЪ» и «Новая газета», а также телеканала «Дождь» и YouTube-канала «Зыгарь» президент Украины Владимир Зеленский на вопрос о проведенном обмене взятых в плен Россией военных на острове Змеиный сообщил:

Часть погибла. Часть была взята в плен… Всё. Те кто были взяты в плен, их поменяли — произошел обмен на военных Российской Федерации. Россия вышла с этим предложением. Мы, не задумываясь, их обменяли. Вот и все. Те, кто погибли, пали смертью… погибли… они, собственно говоря, герои, для нас. А те, кто выжили — ребята, мы обменяли, и всё. Мы два сделали обмена.

Однако почти через три месяца после этого, 20 июня, министр Украины по вопросам реинтеграции временно оккупированных территорий Ирина Верещук сообщила, что в российском плену находятся ещё 75 украинских военнослужащих с острова Змеиный. Родственники украинских военнослужащих заявляют о том, что в плену находится 80 человек с острова.

### Дальнейшие бои
13 апреля ракетный крейсер «Москва», принимавший участие в штурме острова Змеиный, затонул в результате пожара. По информации МО РФ, пожар привел к детонации боеприпасов, причины пожара не сообщаются. По заявлению украинской стороны и мнению экспертов, пожар случился в результате осуществлённого 13 апреля 2022 года удара Военно-морских сил Украины ракетным комплексом «Нептун».
В начале мая 2022 года, в ходе атаки ВСУ на остров Змеиный, с помощью беспилотников Bayraktar были уничтожены 4 патрульных катера «Раптор», 1 десантный катер «Серна», 3 системы ПВО, командный пункт и склад боеприпасов на острове.
7 мая ВВС Украины совершили бомбардировку российских войск на острове двумя Су-27, уничтожив склад боеприпасов или топливные резервуары; также Bayraktar ВМС ВСУ уничтожил вертолет Ми-8 во время выгрузки десанта. Эксперт Дэвид Акс отмечает, что оба Су-27 в ходе налёта, по всей видимости, получили серьёзные повреждения.
Минобороны России заявило, что в ночь на 8 мая уничтожила в районе Змеиного «два украинских бомбардировщика Су-24 и один вертолет Ми-24 воздушных сил Украины».
10 мая Минобороны Украины сообщило о гибели пилота вертолёта 10-й авиационной бригады ВМС Украины Василия Ильчука в районе острова Змеиный.
После этого Вооружённые силы России занялись усилением обороны острова: были доставлены как минимум по одному комплексу ПВО «Панцирь» и «Тор».
17 июня российский буксир «Спасатель Василий Бех» был потоплен ВМС Украины возле острова Змеиный.
20 июня Украина вновь атаковала остров. Минобороны России 21 июня заявило, что атака была осуществлена ракетными установками и гаубицами, а в воздушном налёте было задействовано свыше 15 БПЛА; по данным МО России, в ходе отражения атаки были уничтожены более 13 БПЛА Украины и ни одно из украинских средств поражения не достигло целей; при этом МО не представило никаких доказательств, подтверждающих своё заявление. Однако украинские удары по острову были подтверждены спутниковыми снимками, сделанными 21 июня: на острове замечены недавние следы пожаров или взрывов, которые совпадают с расположением российских позиций, включая размещенные средства ПВО, обнаруженные ранее. Журналисты высказывались о возможном применении РСЗО HIMARS в ходе атаки, разведка Украины заявляла о больших потерях среди российских военнослужащих на острове. По заявлению капитана ВМС Украины в отставке, удар авиации «нанес русским значительный ущерб».
Также, по словам украинского министра, удары по острову наносила одна из французских 155-мм САУ «Цезарь», размещённая на плавучей барже.

### Отступление россиян
30 июня в результате украинских атак российские войска отступили с острова. Командование украинских войск заявило, что была проведена операция с нанесением ракетных и артиллерийских ударов по острову, что вынудило россиян «наспех эвакуировать остатки гарнизона двумя скоростными катерами и, вероятно, покинуть остров». Согласно сообщению командования украинских войск, на острове — пожар и звучат взрывы. Министерство обороны РФ заявило, что отступление является «жестом доброй воли». Похожую формулировку Россия использовала при отступлении из северных регионов Украины, где, по мнению западных экспертов, российские войска потерпели военное поражение. Пентагон официально заявил, что вряд ли можно доверять российским заявлениям о том, что российские войска добровольно отступили с острова:

Мы рассматриваем это событие как то, что украинцы очень успешно оказали значительное давление на русских, в том числе с помощью ракет «Гарпун», которые они недавно приобрели, для нападения на корабль снабжения. Когда вы понимаете, насколько бесплоден и пустынен остров Змеиный, вы понимаете важность пополнения запасов. Таким образом, украинцы очень затруднили русским поддерживать там свои операции [и] сделали их очень уязвимыми для украинских ударов. Поэтому, конечно, именно поэтому Россия покинула остров.
1 июля с помощью беспилотника Bayraktar на острове были уничтожены РСЗО Торнадо-Г и 4 грузовых машины с боеприпасами или топливом.

### После отступления российских войск
Менее чем через сутки после того, как российские войска покинули остров, Россия нанесла ракетный удар по базе отдыха и жилому дому в Сергеевке Одесской области.
По утверждению украинских властей, на следующий день после отступления российская авиация атаковала остров, используя фосфорные боеприпасы.

## Оценки
По мнению экспертов, освобождение острова Украиной можно рассматривать как поражение России и стратегическую победу Украины, остров контролирует проходы к трем портам Украины и является критически важным для контроля морского пространства в западной части Чёрного моря. Кроме того, остров Змеиный расположен недалеко от дельты реки Дунай и имеет стратегическое значение в потенциальном конфликте между Россией и НАТО. Отмечается, что Россия и Украина рассматривали остров как стратегически важный объект, и заявление России о том, что отвод войск произошёл в гуманитарных целях, является совершенно абсурдным.
России не удалось надёжно закрепиться на острове и организовать снабжение, причиной чего называются переброска в Украину более смертоносного западного вооружения, растущая эффективность украинской береговой артиллерии, невозможность снабжения российских войск с воздуха из-за близости украинских истребителей и стационарной ПВО, а также дальнобойная артиллерия. Кроме того, экспертами отмечается ключевая роль 155-мм самоходной гаубицы «Богдана» и возможное использование РСЗО HIMARS.
Эксперт института Rusi Джастин Бронк сказал об отступлении россиян 30 июня следующее:

России всегда было сложно удержать этот остров. Украина в последнее время провела несколько технически инновативных и впечатляющих атак — и с помощью ракетных систем, и иногда с помощью авиации. Систематически уничтожались размещенные на острове российские средства ПВО и другие системы. Россияне постоянно привозили на остров новые системы, по которым били на подходе к острову. Я думаю, это результат признания Россией того, что у Украины теперь есть значительное число дальнобойной артиллерии.
Российский философ Александр Дугин придаёт контролю острова сакральный смысл, отмечая: 

Кто контролирует Змеиный, тот контролирует ход мировой истории.

## Аудио-/видеозапись и реакция
Ряд СМИ опубликовал аудиозапись, согласно которой, когда крейсер «Москва» назвал себя «русским военным кораблём» и приказал украинским военным сдаться, их ответом было: «Русский военный корабль, иди на хуй!». Радио Свобода опубликовала видеозапись инцидента на видеохостинге YouTube.
По сообщениям СМИ, автором фразы с ненормативной лексикой был украинский военнослужащий Роман Грибов. Он попал в плен, был обменян, вернулся на Украину и был награждён отличием «За заслуги перед Черкасчиной».
Американская газета Navy Times написала, что в социальных сетях украинцы восприняли эту фразу как призыв к сплочению и её подхватили сторонники Украины по всему миру. В свою очередь новостной журнал The Week сравнил эту фразу с «Помни Аламо», фразой, которую использовали защитники миссии Техаса в XIX веке.